# Severo Bueno de Sitjar de Togores
Severo Bueno Sitjar de Togores (7 de gener de 1967 - Barcelona, 13 de setembre de 2020) fou un jurista espanyol, que exercí d'advocat de l'Estat en cap a Catalunya des del 2016 fins a la seva mort.

## Trajectòria
Cursà l'etapa preescolar a la St. Georges English School i, posteriorment, ingressà al Col·legi Viaró, on cursà els estudis de primària i secundària entre 1973 i 1985. Subseqüentment estudià Dret per la Universitat Nacional d'Educació a Distància (UNED) i s'hi llicencià l'any 1990.
Al 2009, com a advocat, denuncià la Generalitat de Catalunya al Tribunal Superior de Justícia de Catalunya perquè la seva filla no s'escolaritzés en català. Al 2016 el Tribunal Suprem espanyol resolgué a favor seu i rebé una indemnització de 3.000 euros, cas que presumiblement assentà jurisprudència contra la immersió lingüística.
El 24 de gener de 2017, ja com advocat de l'Estat en cap a Catalunya, va rebre de mans del ministre de justícia Rafael Catalá la Creu Distingida de 1a classe de l'Orde de Sant Ramon de Penyafort.
El març de 2019, com advocat de l'Estat en cap a Catalunya, presentà denúncia al jutjat d'instrucció número 7 de Barcelona, juntament amb el Sindicat Professional de Policia, contra 36 independentistes ferits, que havien denunciat agressions de la Policia espanyola durant les votacions de l'1 d'octubre, en el referèndum sobre la independència de Catalunya de 2017, i els acusà d'haver format part d'una «massa tumultuària» en els quatre col·legis electorals. Amb l'arxivament de la denúncia, presentà un recurs a l'Audiència Provincial de Barcelona en el qual s'argumentà que s'havien d'imputar als votants pels delictes de resistència a l'autoritat, desordres públics i desobediència.
El 13 de setembre de 2020, l'agrupació espanyola conservadora de magistrats Associació Professional de la Magistratura (APM) comunicà a través de xarxes socials de la mort de Bueno en les darreres hores. Hores més tard es feu saber que patia esclerosi lateral amiotròfica. El seu cadàver s'exposà al Tanatori de Collserola de Barcelona des de les 16 hores de l'endemà i la cerimònia funerària se celebrà a les 14 hores del 14 de setembre.